# Pacaya
O Pacaya é um vulcão localizado em San Vicente Pacaya, Departamento de Escuintla a 50 km ao sul da capital Cidade da Guatemala, que entrou em erupção pela primeira vez há aproximadamente 23 000 anos e entrou em erupção pelo menos 23 vezes desde a conquista espanhola da Guatemala. Ele sobe a uma altitude de 2 552 metros (8 373 pés).  Depois de estar adormecido por mais de 70 anos, começou a entrar em erupção vigorosamente em 1961 e tem entrado em erupção com frequência desde então. Grande parte de sua atividade é estromboliana, mas ocasionalmente erupções plinianas também ocorrem, às vezes inundando a área dos departamentos próximos com cinzas.
Pacaya é uma atração turística popular. É até o lar da popular Maratona de Impacto da Guatemala, que foi pioneira no uso de uma rota de corrida através do campo de lava criado pela erupção de 2010 e apoia as comunidades locais por meio de corredores que se esforçam para completar o desafio. Fica a 30 quilômetros (19 milhas) a sudoeste da Cidade da Guatemala e perto de Antígua. O vulcão fica dentro do departamento de Escuintla. O Embarque no Vulcão também é praticado nas crateras de Pacaya.
Os moradores perto de Pacaya ignoraram um pedido de evacuação quando o vulcão lançou cinzas no ar em março de 2021. 

## Galeria de imagens

Pacaya
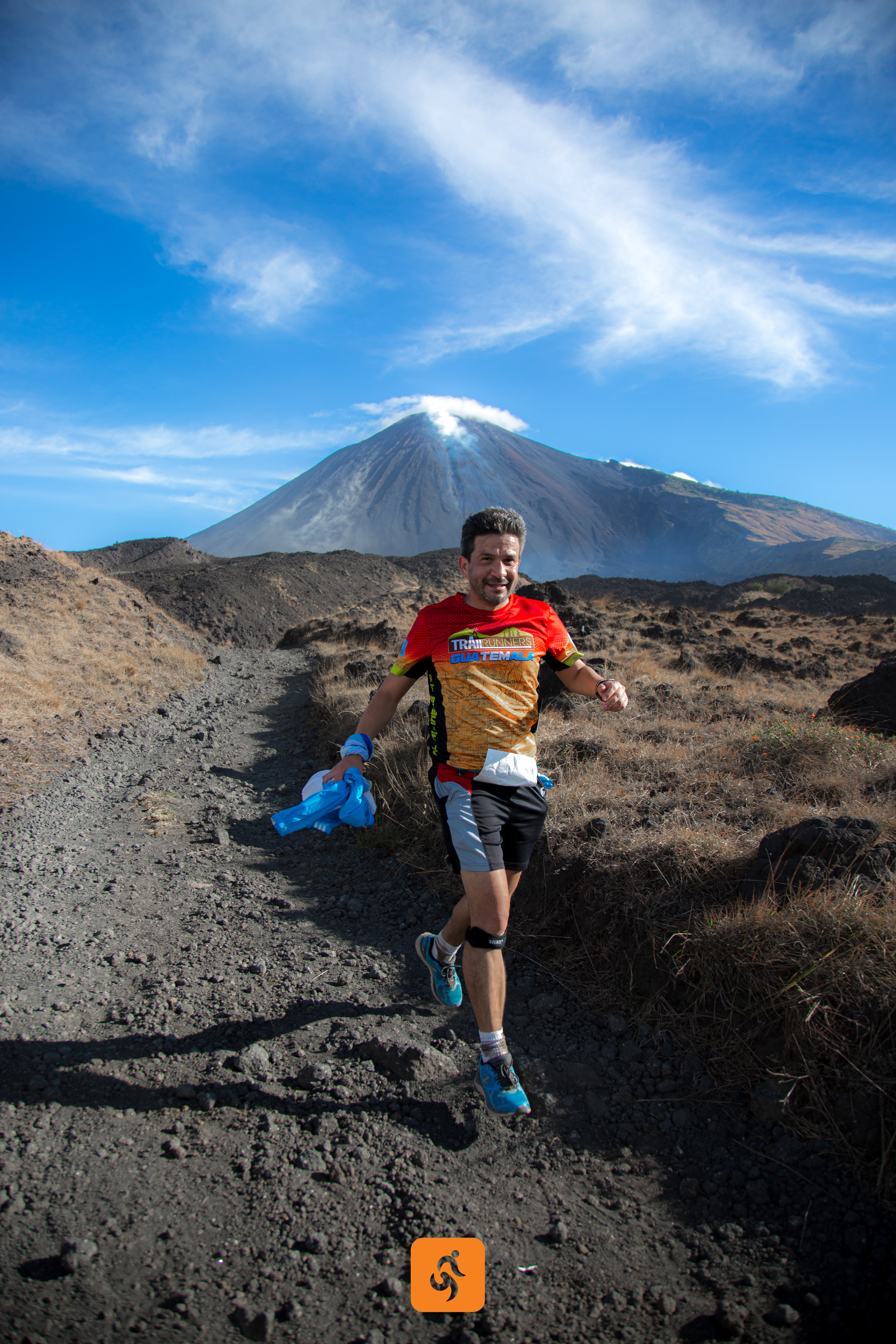
Corredores na corrida Impact Marathon em Pacaya
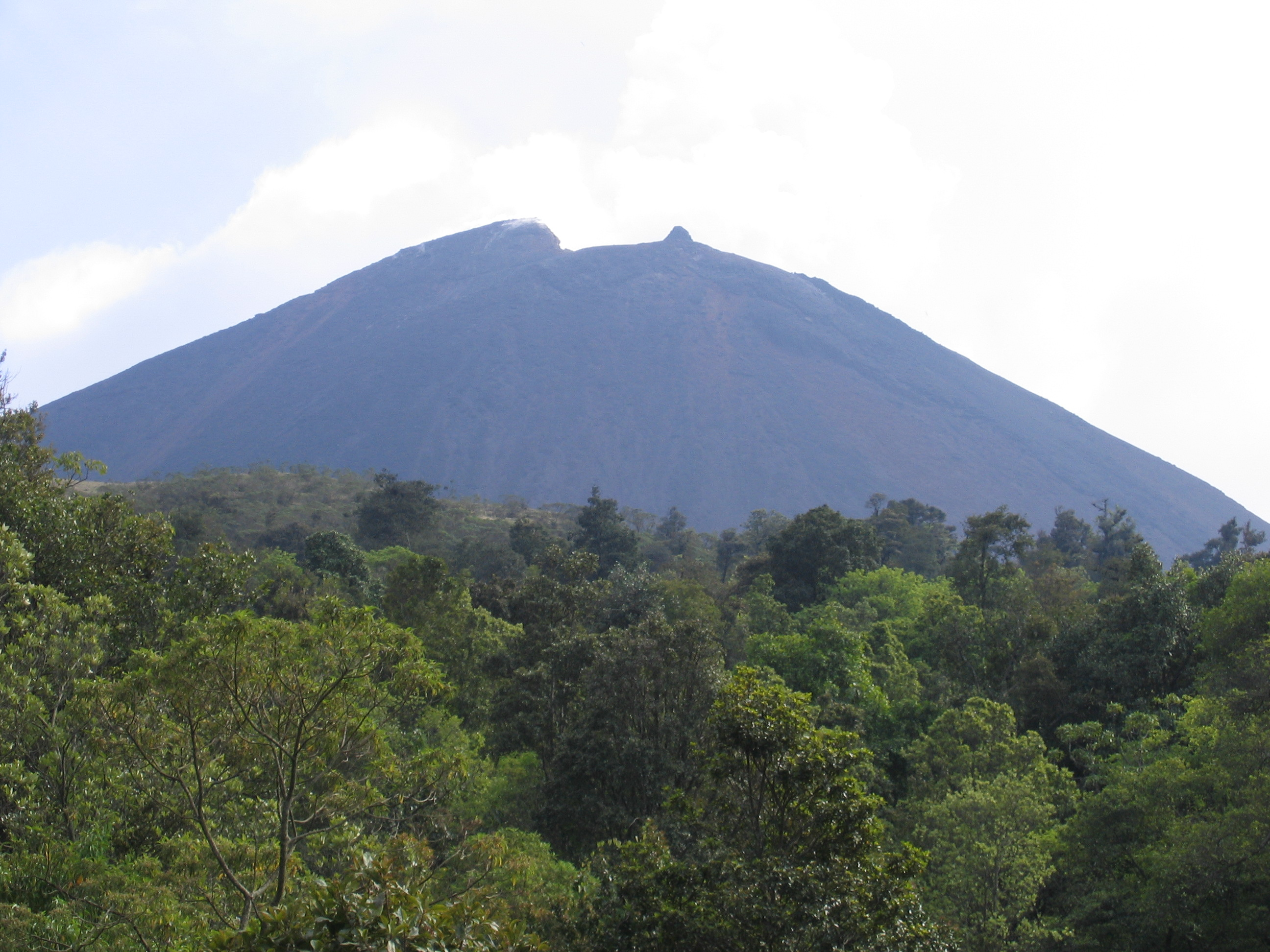
Vulcão Pacaya (2005)
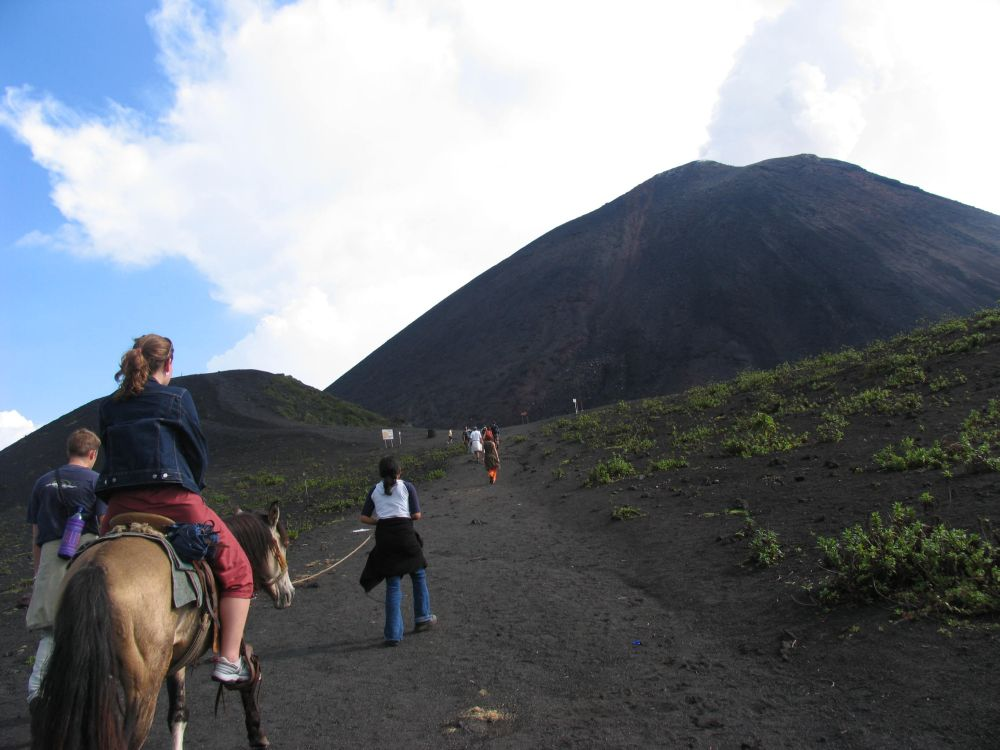
Turistas escalando Pacaya (2004)
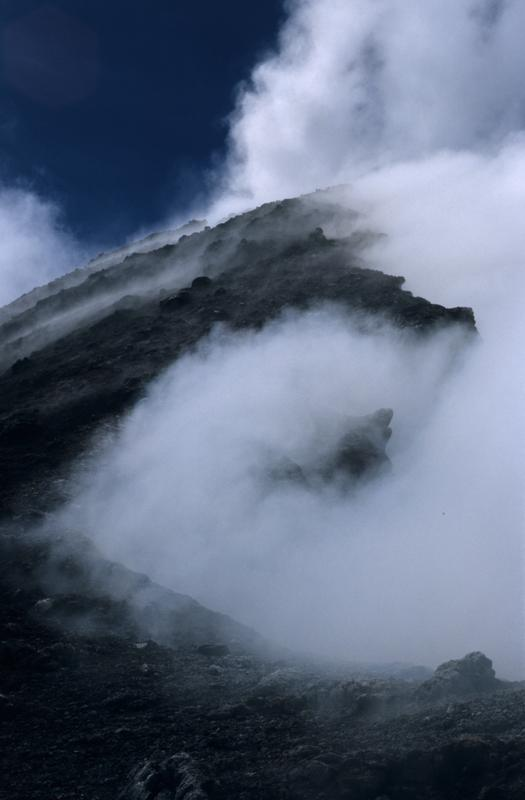
Nuvem de gás nocivo (2002)
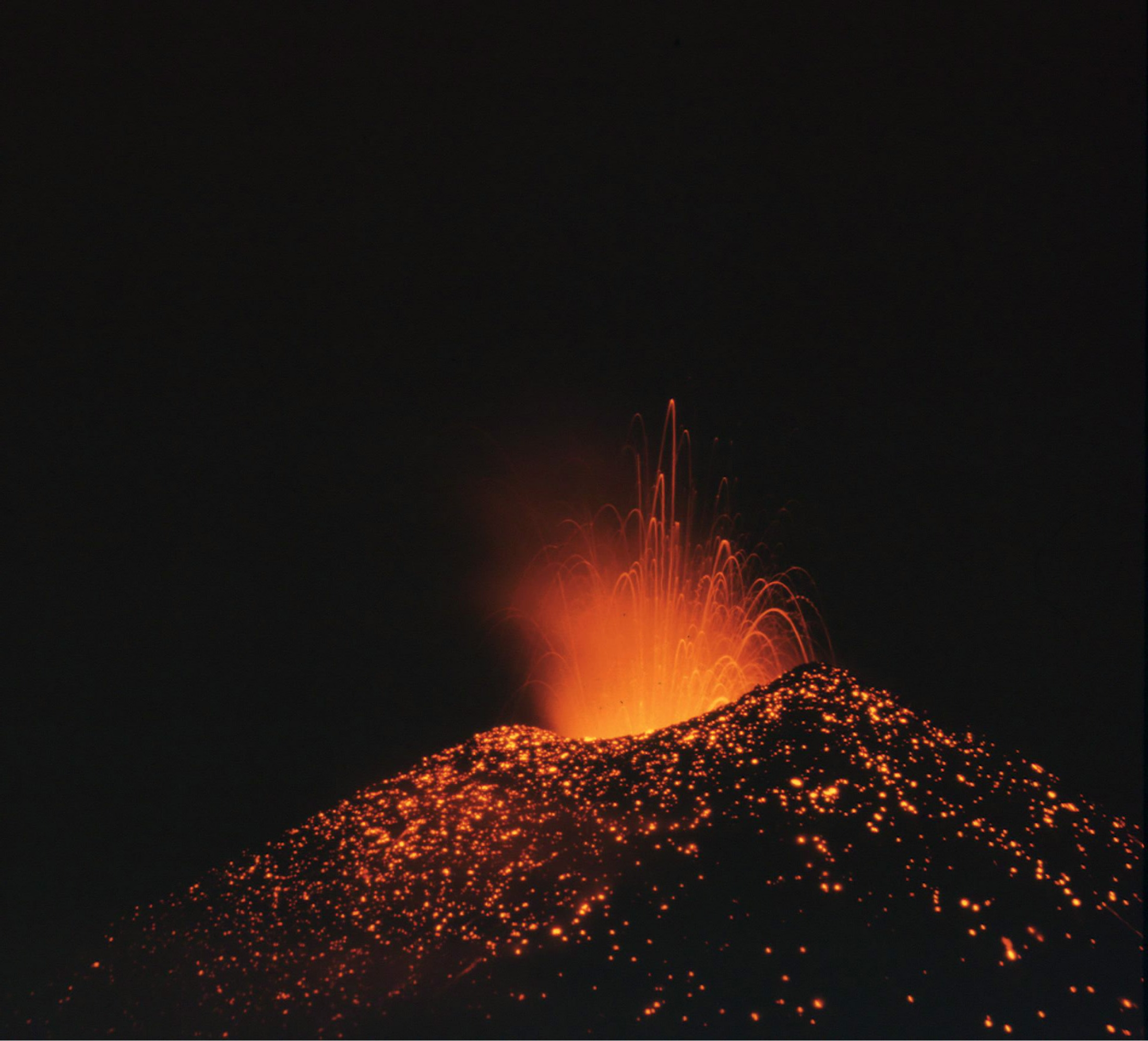
Pacaya após uma erupção estromboliana (1992)
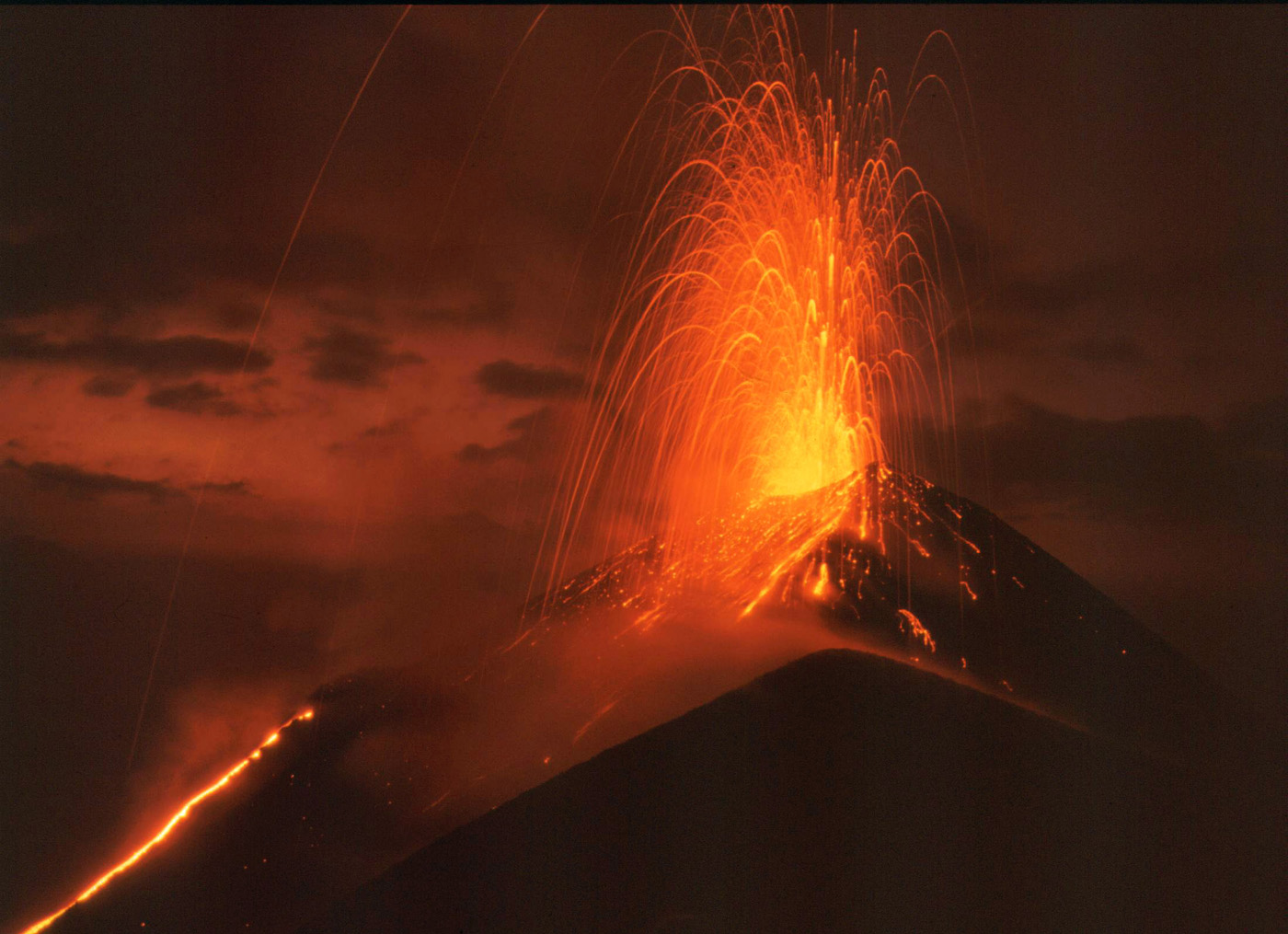
Erupção estromboliana de Pacaya (1992)
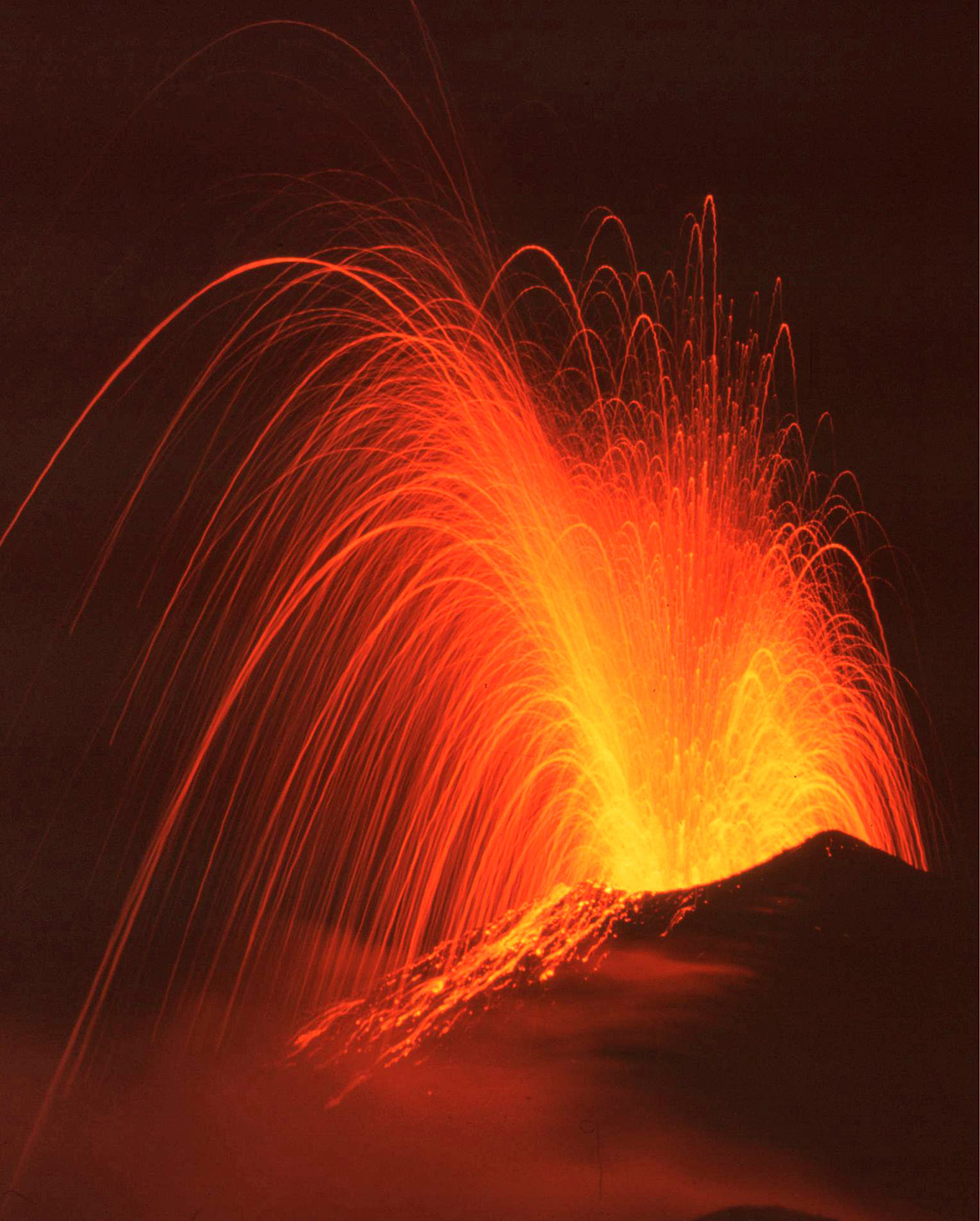
Erupção estromboliana de Pacaya (1992)
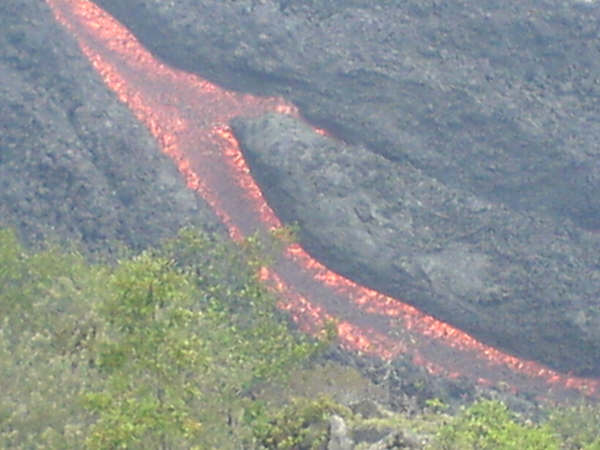
Fluxo de lava (2006)